# Christopher Chase-Dunn
Christopher K. Chase-Dunn (Oregon, 10 de gener de 1944) és un sociòleg dels Estats Units conegut per les seves contribucions a la teoria del sistema-món creada per Immanuel Wallerstein.